# Greenfield (Ohio)
Greenfield es una ciudad ubicada en el condado de Highland en el estado estadounidense de Ohio. En el Censo de 2010 tenía una población de 4639 habitantes y una densidad poblacional de 869,06 personas por km².

## Geografía
Greenfield se encuentra ubicada en las coordenadas 39°21′13″N 83°23′18″O / 39.35361, -83.38833. Según la Oficina del Censo de los Estados Unidos, Greenfield tiene una superficie total de 5.34 km², de la cual 5.34 km² corresponden a tierra firme y (0%) 0 km² es agua.

## Demografía
Según el censo de 2010, había 4639 personas residiendo en Greenfield. La densidad de población era de 869,06 hab./km². De los 4639 habitantes, Greenfield estaba compuesto por el 95.93% blancos, el 1.75% eran afroamericanos, el 0.09% eran amerindios, el 0.19% eran asiáticos, el 0% eran isleños del Pacífico, el 0.3% eran de otras razas y el 1.75% pertenecían a dos o más razas. Del total de la población el 0.75% eran hispanos o latinos de cualquier raza.